# Super Ape
Super Ape je sedamnaesti studijski album sastava The Upsetters, a osamnaesti ukupno. Album je sniman u studiju Black Ark Leeja Perryja. Producirao ga je Lee Scratch Perry. Žanrovski pripada dubu i roots reggaeu. Jednim je od prvih dub albuma. Smatra ga se svojevrsnim manifestom zvuka Black Ark. 
Izašao je u kolovozu 1976. godine pod Perryjevom vlastitom diskografskom etiketom Upsetter Records za područje Jamajke, a pod etiketom Island Records za ostatak svijeta. Skladbe nisu bile jednako poredane na jamajčkom izdanju i na međunarodnom izdanju ovog albuma. Albumi su se razlikovali i po omotima. Na Jamajci je izdan pod imenom Scratch, the Super Ape.
Sve pjesme je skladao Lee Perry, koji je i autor svih stihova.

## Popis pjesama (međunarodni)

### Strana A
1. "Zion's Blood"
2. "Croaking Lizard"
3. "Black Vest"
4. "Underground"
5. "Curly Dub"

### Strana B
1. "Dread Lion"
2. "Three in One"
3. "Patience"
4. "Dub Along"
5. "Super Ape"

## Popis pjesama (Jamajka)

#### Strana A
1. Dread Lion
2. Zion Blood
3. Three in One
4. Curley Dub
5. Patience Dub

#### Strana B
1. Super Ape
2. Croaking Lizard
3. Black Vest
4. Underground Root
5. Dub Along

## Glazbenici
- Lee Perry – glazbeni producent
- Michael "Mikey Boo" Richards – bubnjevi
- Anthony "Benbow" Creary - bubnjevi
- Noel "Skully" Simms – perkusije
- Boris Gardiner – bas-gitara
- Earl "Chinna" Smith – gitara
- Keith Sterling - glasovir
- Bobby Ellis - rog
- "Dirty" Harry Hall - rog
- Herman Marquis - rog
- Vin Gordon – trombon
- Egbert Evans - flauta
- Prince Jazzbo - toasting na skladbi Croaking Lizard
- Barry Llewellyn – pozadinski vokal
- Earl Morgan – pozadinski vokal
- Tony Wright – naslovnica

## Vanjske poveznice
- (engleski) Roots archives  Arhivirana inačica izvorne stranice od 9. studenoga 2013. (Wayback Machine)
- (engleski) Eternal Thunder  Arhivirana inačica izvorne stranice od 8. rujna 2008. (Wayback Machine)